# Menhire von Les Jumeaux

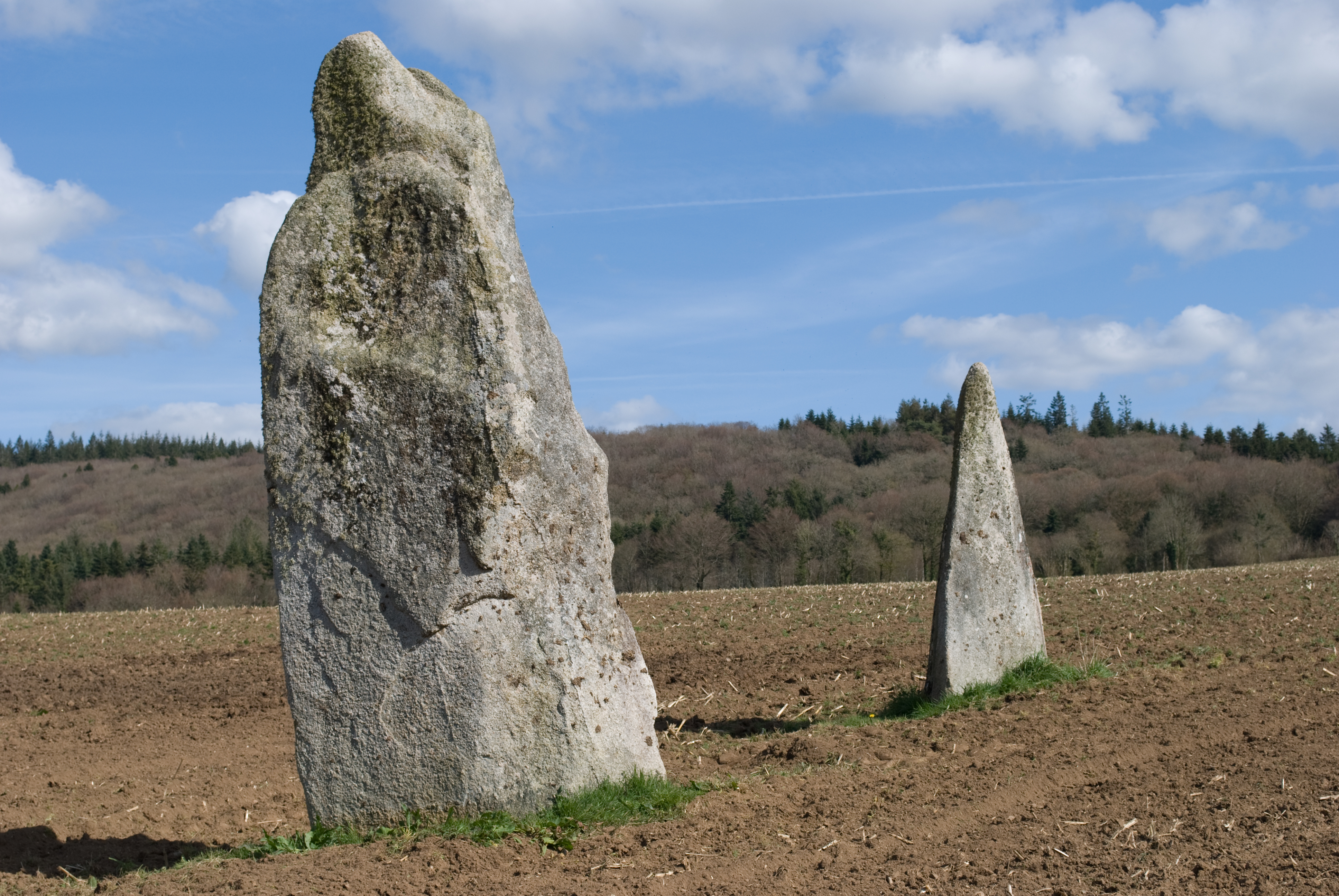
Menhire von Les Jumeaux

Die Menhire von Les Jumeaux (auch Menhire von Kerbernès oder Parc-ar-Min-Zoun genannt) sind zwei Menhire beim Weiler Clojou am Rande des an Monumenten reichen Forêt de Duault, südlich von Saint-Servais im Département Côtes-d’Armor in der Bretagne in Frankreich.
Die Menhire stehen 8,2 m voneinander entfernt, bilden aber keine Steinreihe. 
- Menhir 1 ist 3,1 m hoch. Seine Basis ist dreieckig (1,4 × 1,0 × 0,8 m).
- Menhir 2 ist pyramidenförmig mit rautenförmiger Basis. Er ist 4,6 m hoch, 1,6 m breit und 0,85 m dick.

Beide Menhire sind aus Granit und wurden 1925 als Monument historique klassifiziert.
In der Nähe liegen die Allée couverte Toul an Urz und der Menhir von Kerangler (auch Menhir von Rosvilliou genannt).